# 뷔르템베르크가

뷔르템베르크가의 문장

뷔르템베르크가(House of Württemberg)는  고대 독일의 왕조이자 뷔르템베르크 왕국의 옛 왕실 가문이다. 